# Lucas Torró
Lucas Torró Marset (* 19. Juli 1994 in Cocentaina) ist ein spanischer Fußballspieler. Der defensive Mittelfeldspieler steht beim CA Osasuna unter Vertrag.

## Karriere

### Vereine
Torró spielte in seiner Jugend für den CD Contestano, FC Ontinyent, Hércules Alicante, CD Alcoyano und Real Madrid. Für Alcoyano kam er in der Rückrunde der Spielzeit 2011/12 zu zwei Einsätzen in der Segunda División. In Madrid spielte Torró lediglich für die zweite Mannschaft und lief für diese regelmäßig in der Segunda División und später in der Segunda División B auf. Die Saison 2016/17 verbrachte er auf Leihbasis bei Real Oviedo, wo er als Stammspieler 39 Ligaspiele in der Segunda División bestritt. Anschließend wechselte Torró zum CA Osasuna und setzte sich dort ebenfalls als Stammspieler durch.
Zur Saison 2018/19 nutze Real Madrid eine im Vertrag Torrós festgelegte Rückkaufoption und transferierte ihn zum Bundesligisten Eintracht Frankfurt, bei dem er einen Fünfjahresvertrag unterschrieb. Nachdem er an den ersten acht Bundesligaspieltagen zu fünf Startelfeinsätzen gekommen war, musste sich Torró im November 2018 einer Adduktoren-Operation unterziehen und fiel mehrere Monate aus.
Zur Saison 2020/21 kehrte Torró zum CA Osasuna zurück, bei dem er einen Vertrag bis zum 30. Juni 2024 erhielt.

### Nationalmannschaft
Torró spielte im Juli 2013 mit der spanischen U19-Nationalmannschaft bei der U19-Europameisterschaft in Litauen. Er wurde im Turnier dreimal eingesetzt und scheiterte mit seinem Team im Halbfinale mit 1:2 an der französischen Mannschaft.